# Хорал

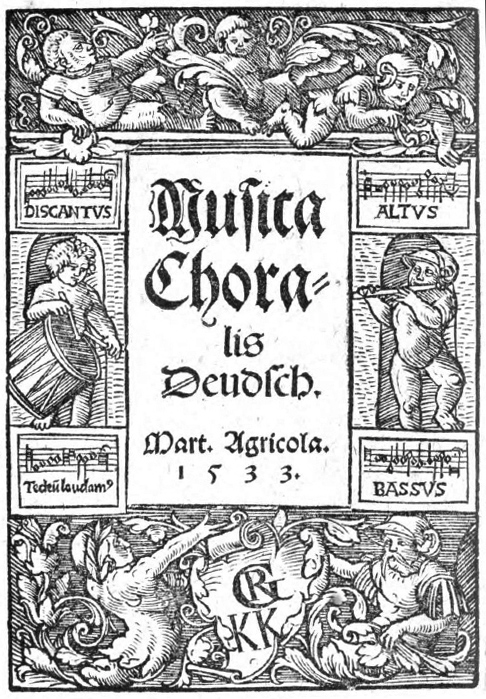
Титульная страница трактата «Хоральная музыка»

Хора́л (лат. choralis <подразумевается cantus choralis — хоровое пение>, от др.-греч. χορός — хор, первоначально — хоровод, сопровождающийся пением) — многозначный музыкальный термин. Выделяются следующие значения хорала:
- Монодическое богослужебное пение католиков, то же, что григорианский хорал (cantus planus) у католиков.
- Церковная одноголосная песня в богослужении протестантов,

мая всем приходом в унисон (октаву); то же, что Протестантский хорал.
- Многоголосная (как правило, 4-голосная) обработка церковной песни протестантов в моноритмической (старогомофонной) фактуре с хоралом (в значении № 2) в сопрано.
- Заданный голос многоголосной композиции в полифонической музыке Средних веков и Возрождения; то же, что Cantus firmus.